# J. Walter Kennedy Citizenship Award
Der J. Walter Kennedy Citizenship Award ist eine Auszeichnung für soziales Engagement, die jährlich an einen Spieler oder Trainer der professionellen Basketball-Liga NBA vergeben wird. Die Trophäe ist benannt nach dem zweiten Commissioner der NBA, James Walter Kennedy, der die Liga in den Jahren 1963 bis 1975 leitete. Der jeweilige Preisträger des J. Walter Kennedy Citizenship Awards wird durch Sportjournalisten gewählt. Im Gegensatz zum NBA Sportsmanship Award wird mit dieser Auszeichnung nicht vorbildliches Verhalten im Basketball, sondern Vorbildwirkung abseits des eigentlichen Sportes anerkannt.

## Allgemeines

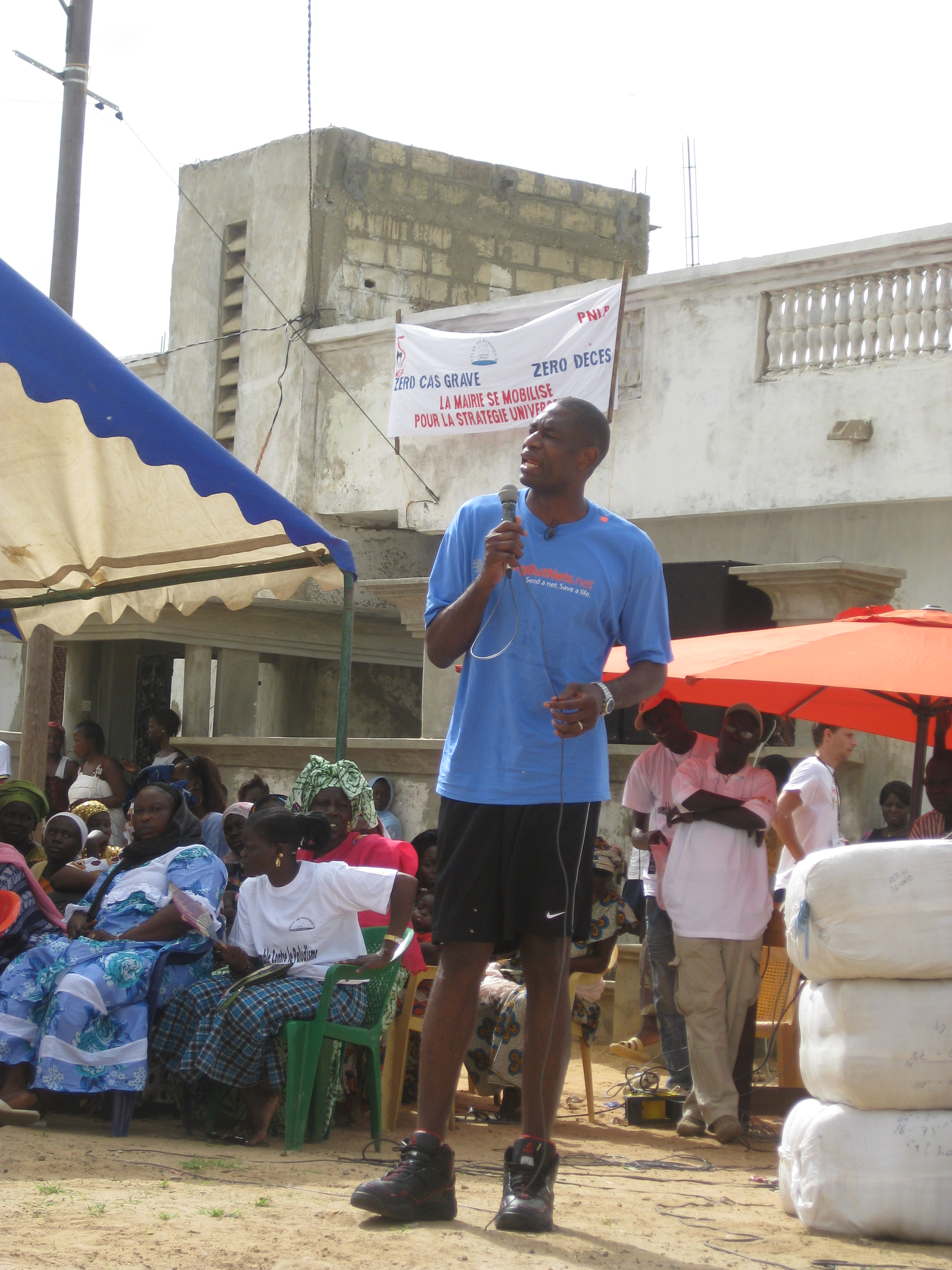
Der einzige zweifache Preisträger, Dikembe Mutombo, bei einer Rede im Senegal.

Stimmberechtigt für die Nominierung von Kandidaten sowie für die eigentliche Wahl sind die etwa 150 Mitglieder der Pro Basketball Writers Association (PBWA). Die PBWA ist ein Zusammenschluss von Journalisten, die regelmäßig in Zeitungen, Magazinen und für Onlineportale über die NBA berichten. Jeder Wahl geht eine Nominierungsrunde voraus. Im Jahr 2011 wurden so beispielsweise Marcus Camby, Kyle Korver, Dwight Howard und Ron Artest als mögliche Preisträger vorausgewählt. Letztendlich gewann Artest die Auszeichnung, der mittlerweile offiziell seinen Namen in Metta World Peace geändert hat.
Die Art des ausgezeichneten sozialen Engagements kann im Rahmen des J. Walter Kennedy Citizenship Awards vielseitig sein: So erhielt Samuel Dalembert im Jahr 2010 den Preis für seinen Einsatz um die Erdbebenopfer in seinem Heimatland Haiti. Sein Nachfolger, Ron Artest, wurde für seine öffentliche Sensibilisierung des Themas psychische Gesundheit ausgezeichnet. Der damals für die Minnesota Timberwolves spielende Kevin Garnett erhielt den Preis 2006 für eine Spende über 1,2 Millionen US-Dollar für Opfer des Hurrikans Katrina. Das Geld floss in ein Programm zum Bau von Häusern.

## Preisträger
Die meisten Gewinner des J. Walter Kennedy Citizenship Awards haben in der Geschichte des Preises die Detroit Pistons mit insgesamt fünf Preisträgern zu verzeichnen. Viermal erhielten Spieler der Los Angeles Lakers die Auszeichnung, jeweils dreimal gewannen Spieler der Atlanta Hawks sowie der Portland Trail Blazers. Der einzige Gewinner, der den Preis zweimal in Empfang nehmen konnte, ist der ehemalige Center Dikembe Mutombo.
Die einzigen Preisträger, die nicht als aktiver Spieler mit der Trophäe ausgezeichnet wurden, sind Frank Layden und Joe O’Toole. Layden gewann als Trainer der Utah Jazz, während O’Toole ausgezeichnet wurde, als er Übungsleiter für die Atlanta Hawks war.
Nur einmal, im Anschluss an die Saison 1985/86, wurden mit Michael Cooper und Rory Sparrow gleich zwei Preisträger gleichzeitig gewählt.
| Jahr | Gewinner                      | Mannschaft                           |
| ---- | ----------------------------- | ------------------------------------ |
| 1975 | Wes Unseld                    | Washington Bullets                   |
| 1976 | Slick Watts                   | Seattle SuperSonics                  |
| 1977 | Dave Bing                     | Washington Bullets                   |
| 1978 | Bob Lanier                    | Detroit Pistons                      |
| 1979 | Calvin Murphy                 | Houston Rockets                      |
| 1980 | Austin Carr                   | Cleveland Cavaliers                  |
| 1981 | Mike Glenn                    | New York Knicks                      |
| 1982 | Kent Benson                   | Detroit Pistons                      |
| 1983 | Julius Erving                 | Philadelphia 76ers                   |
| 1984 | Frank Layden                  | Utah Jazz                            |
| 1985 | Dan Issel                     | Denver Nuggets                       |
| 1986 | Michael Cooper / Rory Sparrow | Los Angeles Lakers / New York Knicks |
| 1987 | Isiah Thomas                  | Detroit Pistons                      |
| 1988 | Alex English                  | Denver Nuggets                       |
| 1989 | Thurl Bailey                  | Utah Jazz                            |
| 1990 | Doc Rivers                    | Atlanta Hawks                        |
| 1991 | Kevin Johnson                 | Phoenix Suns                         |
| 1992 | Magic Johnson                 | Los Angeles Lakers                   |
| 1993 | Terry Porter                  | Portland Trail Blazers               |
| 1994 | Joe Dumars                    | Detroit Pistons                      |
| 1995 | Joe O’Toole                   | Atlanta Hawks                        |
| 1996 | Chris Dudley                  | Portland Trail Blazers               |
| 1997 | P. J. Brown                   | Miami Heat                           |
| 1998 | Steve Smith                   | Atlanta Hawks                        |
| 1999 | Brian Grant                   | Portland Trail Blazers               |
| 2000 | Vlade Divac                   | Sacramento Kings                     |
| 2001 | Dikembe Mutombo               | Philadelphia 76ers                   |
| 2002 | Alonzo Mourning               | Miami Heat                           |
| 2003 | David Robinson                | San Antonio Spurs                    |
| 2004 | Reggie Miller                 | Indiana Pacers                       |
| 2005 | Eric Snow                     | Cleveland Cavaliers                  |
| 2006 | Kevin Garnett                 | Minnesota Timberwolves               |
| 2007 | Steve Nash                    | Phoenix Suns                         |
| 2008 | Chauncey Billups              | Detroit Pistons                      |
| 2009 | Dikembe Mutombo (2)           | Houston Rockets                      |
| 2010 | Samuel Dalembert              | Philadelphia 76ers                   |
| 2011 | Metta World Peace             | Los Angeles Lakers                   |
| 2012 | Pau Gasol                     | Los Angeles Lakers                   |
| 2013 | Kenneth Faried                | Denver Nuggets                       |
| 2014 | Luol Deng                     | Cleveland Cavaliers                  |
| 2015 | Joakim Noah                   | Chicago Bulls                        |
| 2016 | Wayne Ellington               | Brooklyn Nets                        |
| 2017 | LeBron James                  | Cleveland Cavaliers                  |
| 2018 | J. J. Barea                   | Dallas Mavericks                     |
| 2019 | Damian Lillard                | Portland Trail Blazers               |
| 2020 | Malcolm Brogdon               | Indiana Pacers                       |
| 2023 | Stephen Curry                 | Golden State Warriors                |
| 2024 | C. J. McCollum                | New Orleans Pelicans                 |